# Tipula tanycera
Tipula tanycera är en tvåvingeart som beskrevs av Alexander 1961. Tipula tanycera ingår i släktet Tipula och familjen storharkrankar.
Artens utbredningsområde är Pakistan. Inga underarter finns listade i Catalogue of Life.